# 赛利塞斯德拉萨尔
赛利塞斯德拉萨尔，是西班牙卡斯蒂利亚-拉曼恰瓜达拉哈拉省的一个市镇。总面积19平方公里，总人口64人（2001年），人口密度3人/平方公里。